# Nikolaus Pfannkuch
Nikolaus Pfannkuch (* 1989 in Penzberg) ist ein deutscher Opernsänger (Tenor).

## Leben
Nikolaus Pfannkuch stammt aus einer musikalischen Familie, sein Vater ist der Dirigent Günther Pfannkuch, seine Mutter Sängerin. Er erhielt zunächst Klavier- und Querflötenunterricht. In seiner Schulzeit gründete er eine Coverband. Mit 16 Jahren erhielt er seinen ersten Gesangsunterricht und wurde 2006 in die Bayerische Singakademie aufgenommen.
Nach seiner Schulzeit absolvierte er zunächst ein Bachelorstudium und später ein Masterstudium. Derzeit befindet er sich im Konzertexamen bei Katharina Kutsch und Markus Eiche an der Hochschule für Musik in Freiburg. Seit der Saison 2018/19 ist er Mitglied des Chores des Bayerischen Rundfunks.

## Auftritte
Auftritte hatte er bisher unter anderem am Badischen Staatstheater Karlsruhe in Terrence McNallys Schauspiel „Meisterklasse“, bei den Osterfestspielen am Theater Baden-Baden und beim George Enescu Festival in Bukarest. In der Hamburger Elbphilharmonie sang er die Rolle des Jaquino in Ludwig van Beethovens Leonore (Urfassung der Oper Fidelio).